# Île-de-Bréhat
Île-de-Bréhat là một xã trong tỉnh Côtes-d'Armor, thuộc vùng hành chính Bretagne của nước Pháp, có dân số là 421 người (thời điểm 1999). Île-de-Bréhat bao gồm hai hòn đảo được nối với nhau bằng một chiếc cầu.

## Liên kết ngoài

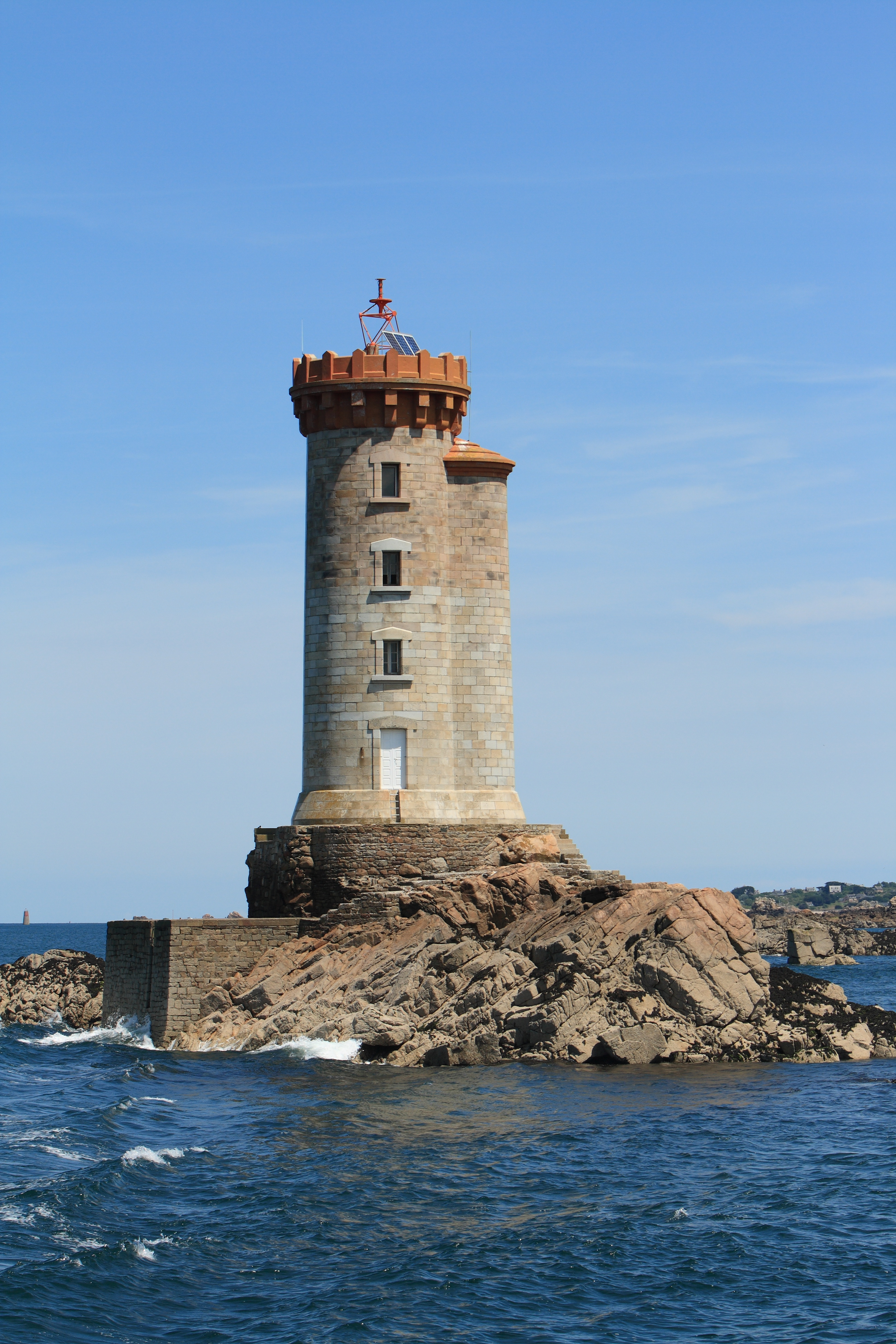
La Croix Lighthouse
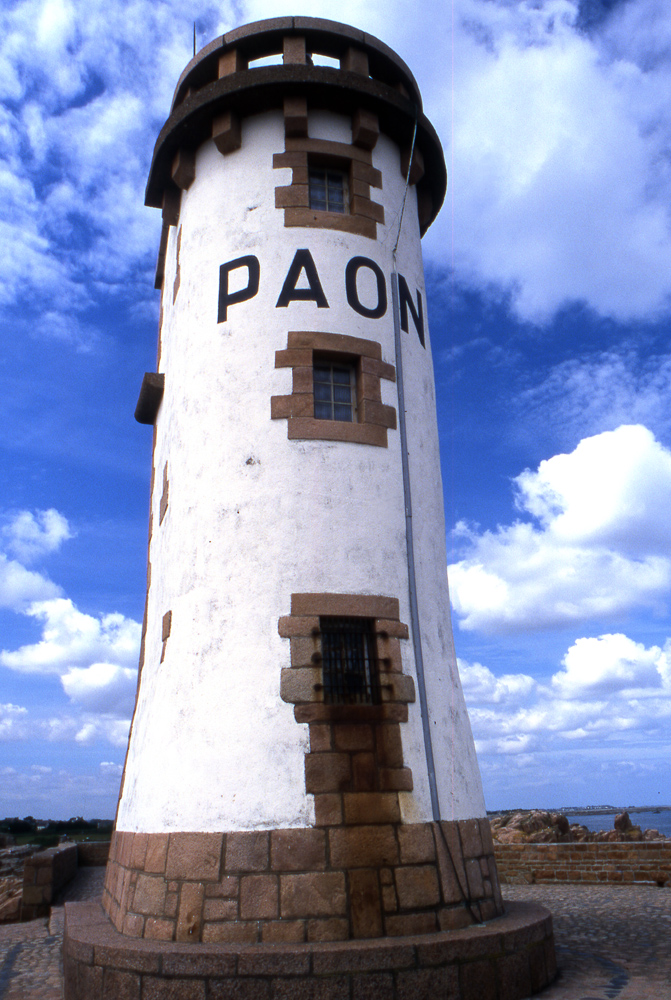
Paon Lighthouse
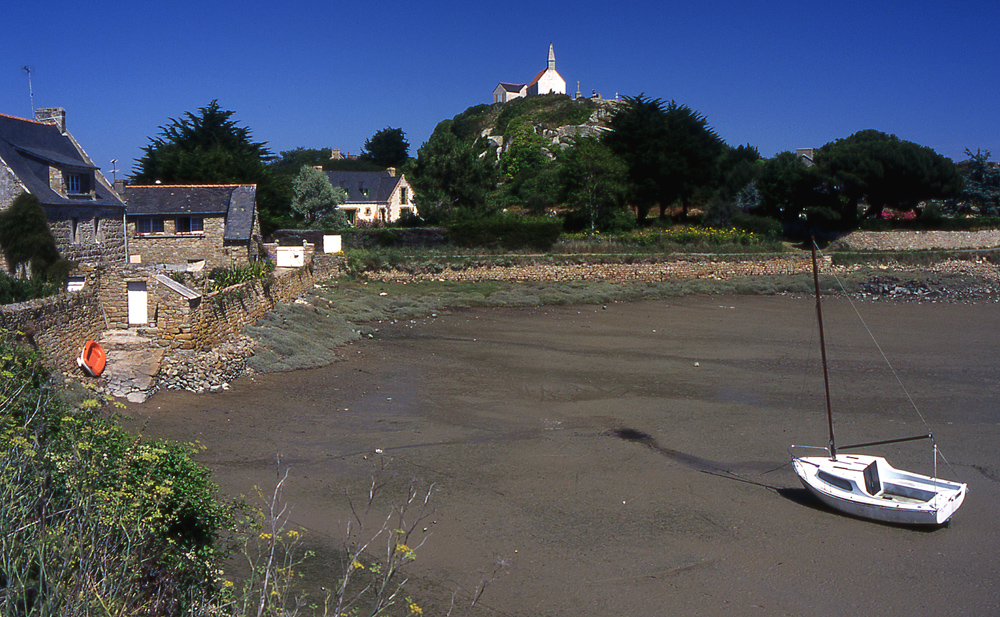
Chapelle St Michel
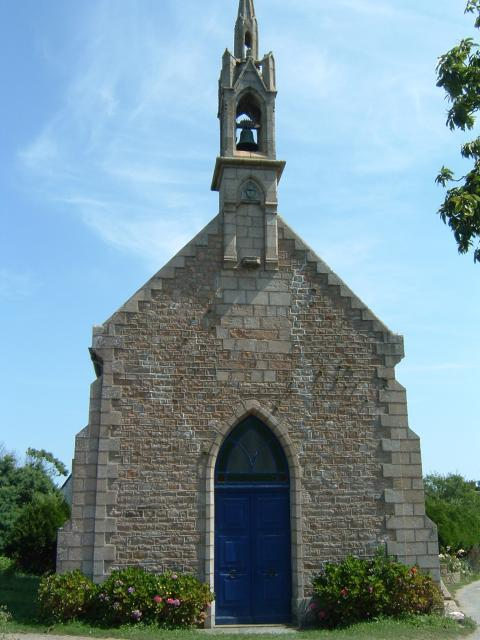
Chapelle Keranoux